# Традиционални занати у Србији
Традиционални занати у Србији представљају скуп знања, вештина и техника које су се генерацијама развијале и преносиле, чинећи суштински део културног наслеђа и идентитета народа. Обликовани историјским, географским и друштвеним околностима, ови занати су некада били окосница сеоског и градског живота, а данас представљају драгоцено сведочанство о традиционалном начину живота. Многи од њих су уписани у Национални регистар нематеријалног културног наслеђа Србије, а неки су добили и међународно признање од стране Унеска.

## Историјат и значај
Развој заната у Србији може се пратити од средњег века, али свој највећи процват доживљавају током османског периода, када су занатлије биле организоване у удружења позната као еснафи. Еснафи су штитили интересе својих чланова, одржавали стандарде квалитета и обучавали нове генерације мајстора.
Са индустријализацијом крајем 19. и током 20. века, многи традиционални занати губе на економском значају и полако замиру. Ипак, опстали су у руралним срединама или захваљујући ентузијазму појединаца и породица које су знање преносиле на своје потомке. Данас се улажу значајни напори у њихово очување и ревитализацију, како кроз државне програме заштите, тако и кроз њихову примену у савременом дизајну и туристичкој понуди.

## Подела заната
Традиционални занати се најчешће деле према врсти материјала који се обрађује.

### Занати везани за текстил и кожу
- Ћилимарство: Израда ћилима на вертикалном разбоју, где је најпознатији пиротски ћилим. Карактеришу га богата орнаментика и живе боје, а свака шара има своју симболику.
- Косовски вез: Традиционални начин украшавања одеће и текстила, који се одликује употребом срме (златне или сребрне нити) и специфичним мотивима.
- Опанчарски занат: Ручна израда традиционалне сеоске обуће – опанака. Опанци се разликују од региона до региона, а најпознатији су "шиљкани" из Шумадије.
- Ћурчијски занат: Израда одевних предмета од коже, попут кожуха, пршњака и шубара.

### Занати везани за земљу и камен
- Грнчарски занат: Израда посуђа и других предмета од глине. Посебно се истиче злакуска грнчарија, која се ради на ручном витлу техником "зидања" и пече на отвореној ватри, што јој даје јединствен изглед. Овај занат је уписан на Репрезентативну листу нематеријалног културног наслеђа човечанства Унеска.[2] Позната је и пиротска грнчарија.
- Клесарски занат: Обрада камена, где је најпознатији беловодски пешчар који се користи вековима, укључујући и за изградњу цркава Моравске школе.
- Кречарски занат: Традиционални начин добијања креча печењем камена кречњака у пољским кречанама.

### Занати везани за метал
- Казанџијски занат: Израда предмета од бакра, пре свега казана за печење ракије, али и посуђа и делова за котлове.
- Филигрански занат: Изузетно прецизна уметничка техника обраде танких сребрних или златних жица, од којих се праве накит и украсни предмети.
- Ковачки занат: Један од најстаријих заната, који обухвата израду алата, потковица, окова и других предмета од гвожђа.

### Занати везани за дрво
- Дрводељство и резбарство: Обухвата широк спектар производа, од израде дрвених чутура (која је као елемент на националној листи наслеђа), преко намештаја до уметничког резбарења икона и иконостаса.
- Коларски занат: Израда дрвених сељачких кола и саоница.
- Сарачки занат: Израда коњске опреме, попут самара и седла.

### Прехрамбени, уметнички и остали занати
- Пекарски занат: Традиционална припрема хлеба и пецива.
- Лицидерски занат: Израда украшених колача од меденог теста, од којих је најпознатије лицидерско срце. Овај занат је уско повезан са воскарским и бомбонџијским занатом.
- Наивно сликарство Словака у Србији: Иако се ради о уметности, због своје специфичности и традиције често се сврстава у уметничке занате. Центар ове уметности је село Ковачица.
- Чешљарски занат: Израда чешљева од рогова животиња.